# 石盘乡 (清涧县)
石盘乡，是中华人民共和国陕西省榆林市清涧县一个已撤销的乡级行政区，2015年，陕西省民政厅批复同意撤销石盘乡，将其所辖行政区域划归解家沟镇。